# Erythridula clavata
Erythridula clavata är en insektsart som först beskrevs av Delong 1916.  Erythridula clavata ingår i släktet Erythridula och familjen dvärgstritar. Inga underarter finns listade i Catalogue of Life.